# Aurea rajah
Aurea rajah är en fjärilsart som beskrevs av Dudley Moulton 1911. Aurea rajah ingår i släktet Aurea och familjen juvelvingar. Inga underarter finns listade i Catalogue of Life.